# Kerncentrale Koeberg
Kerncentrale Koeberg is een kerncentrale aan de Zuid-Afrikaanse westkust ten noorden van Kaapstad.
De centrale heeft twee drukwaterreactoren (PWR). Eigenaar en uitbater van de centrale is het Zuid-Afrikaanse staatsenergiebedrijf Eskom.
De Zuid-Afrikaanse regering wil uitbreiden met nog zes kernreactoren.
| Reactorblok | Reactortype | Vermogen | Begin bouw | Inbedrijfname | Stillegging |
| ----------- | ----------- | -------- | ---------- | ------------- | ----------- |
| Koeberg-1   | PWR         | 930 MW   | 1976       | 1984          |             |
| Koeberg-2   | PWR         | 930 MW   | 1976       | 1985          |             |